# De Kaag (Spanbroek)
De Kaag is een polderbuurt in de Kaagpolder in de Nederlandse provincie Noord-Holland. De buurt in het buitengebied van Spanbroek is gelegen aan de straat die naam Kaag draagt, daarom wordt het soms ook wel zonder het lidwoord geschreven.
De Kaag werd in het verleden nog als een eigen woonplaats geduid maar dat veranderde langzaam in de 19e en 20e eeuw. De Kaag omvat feitelijk de gehele Kaagpolder. De polder, die ook wel de Kagerpolder, De Kaag Polder of Polder De Kaag wordt genoemd wordt sindsdien als onderdeel gezien van het dorp Spanbroek. De Kaag werd wel nog een tijd als een buurtschap gezien maar sinds het einde van de 20e eeuw duidt men het meer als een buurtje dan als een buurtschap.
In de polder staat De Kaagmolen. Dit is een poldermolen uit 1654 die gebouwd werd voor de bemaling van de Kaagpolder. Hoewel het aan de rand van de Kaagpolder,  nabij Berkmeer en tegenover De Lage Hoek, staat is de adressering aan de Nieuweweg in Opmeer toegekend in plaats van Spanbroek.
Dorpen: Aartswoud · De Weere · Hoogwoud · Opmeer · Spanbroek · Wadway (deels)

Woonplaatsen: Gouwe · Zandwerven     
Buurtschappen: Abbekerkeweere · De Kaag · De Kolk · De Snip · Harderwijk · Lagehoek · Langereis (deels) · Paradijs

Noord-Holland: Steden en dorpen in Noord-Holland      Nederland: Provincies · Gemeenten